# Индрехтах мак Дунхадо
Индрехтах мак Дунхадо (др.‑ирл. Indrechtach mac Dúnchado; погиб в 707) — король Коннахта (704—707) из рода Уи Фиахрах.

## Биография
Индрехтах был одним из сыновей правителя Коннахта Дунхада Муриски, убитого в 683 году. Он принадлежал к септу Уи Фиахрах Муаде, земли которого располагались в устье Моя.
Индрехтах мак Дунхадо получил власть над Коннахтом в 704 году, после смерти короля Келлаха мак Рогаллайга из рода Уи Бриуйн. Список коннахтских монархов, содержащийся в «Лейнстерской книге», неправильно указывает как время правления Индрехтаха, помещая его между королями Фергалом Айдне и Муйредахом Муллетаном, так и продолжительность его нахождения на престоле, упоминая о двадцати годах правления. Список королей Коннахта из трактата «Laud Synchronisms» также содержит ошибочную информацию о Индрехтате. В этом источнике предшественником Индрехтата назван Муйредах Муллетан, а преемником — Катал мак Муйредайг.
Хотя его предшественник и сумел в 703 году отразить вторжение верховного короля Ирландии Лоингсеха мак Энгуссо, Индрехтах мак Дунхадо был вынужден снова вести борьбу с экспансией Северных Уи Нейллов на земли Коннахта. Однако в этом он был менее удачлив, чем король Келлах мак Рогаллайг. В 707 году соединённое войско короля Айлеха Фергала мак Маэл Дуйна из рода Кенел Эогайн, Фергала мак Лоингсига из Кенел Конайлл и короля Кенел Кайрпри Коналла Менна вторглось в Коннахт. Вероятно, этот поход был организован верховным королём Ирландии Конгалом Кеннмагайром. По свидетельству ирландские анналы, в борьбе с этими врагами Индрехтах потерпел поражение и погиб.
В сообщении о гибели Индрехтаха мак Дунхадо «Анналы Тигернаха» называют этого правителя «королём трёх Коннахтов». Вероятно, этот титул стал отражением притязаний Индрехтаха на реальную власть над всей территорией Коннахта, включая и земли септов Уи Бриуйн и Уи Айлелло. После гибели Индрехтаха престол Коннахта перешёл к Индрехтаху мак Муйредайгу из рода Уи Бриуйн.
Сын Индрехтаха мак Дунхадо, Айлиль Медрайге, также как и его отец, владел коннахтским престолом.